# 亨利·韦尔斯
亨利·韦尔斯（英語：Henry Wells，1891年1月12日—1967年7月4日），英国男子赛艇运动员。他曾代表英国参加1912年夏季奥林匹克运动会赛艇比赛，获得男子八人单桨有舵手金牌。